# دنیلو (بازیکن فوتبال، زاده ۱۹۹۹)
دنیلو (پرتغالی: Danilo؛ زادهٔ ۷ آوریل ۱۹۹۹) بازیکن فوتبال اهل برزیل است.

## تیم ملی
وی همچنین در تیم ملی فوتبال زیر ۲۳ سال برزیل بازی کرده‌است.